# ГЕС Цукабару
ГЕС Цукабару (яп. 塚原発電所, Цукабару хацуденшьо, Гепберн: Tsukabaru hatsudensho) — гідроелектростанція в Японії на острові Кюсю. Знаходячись між ГЕС Іваядо (вище по течії) та ГЕС Ямасухаро (41 МВт), входить до складу каскаду на річці Мімі, яка на східному узбережжі острова впадає до Тихого океану за п'ять кілометрів від південної околиці міста Хюґа.

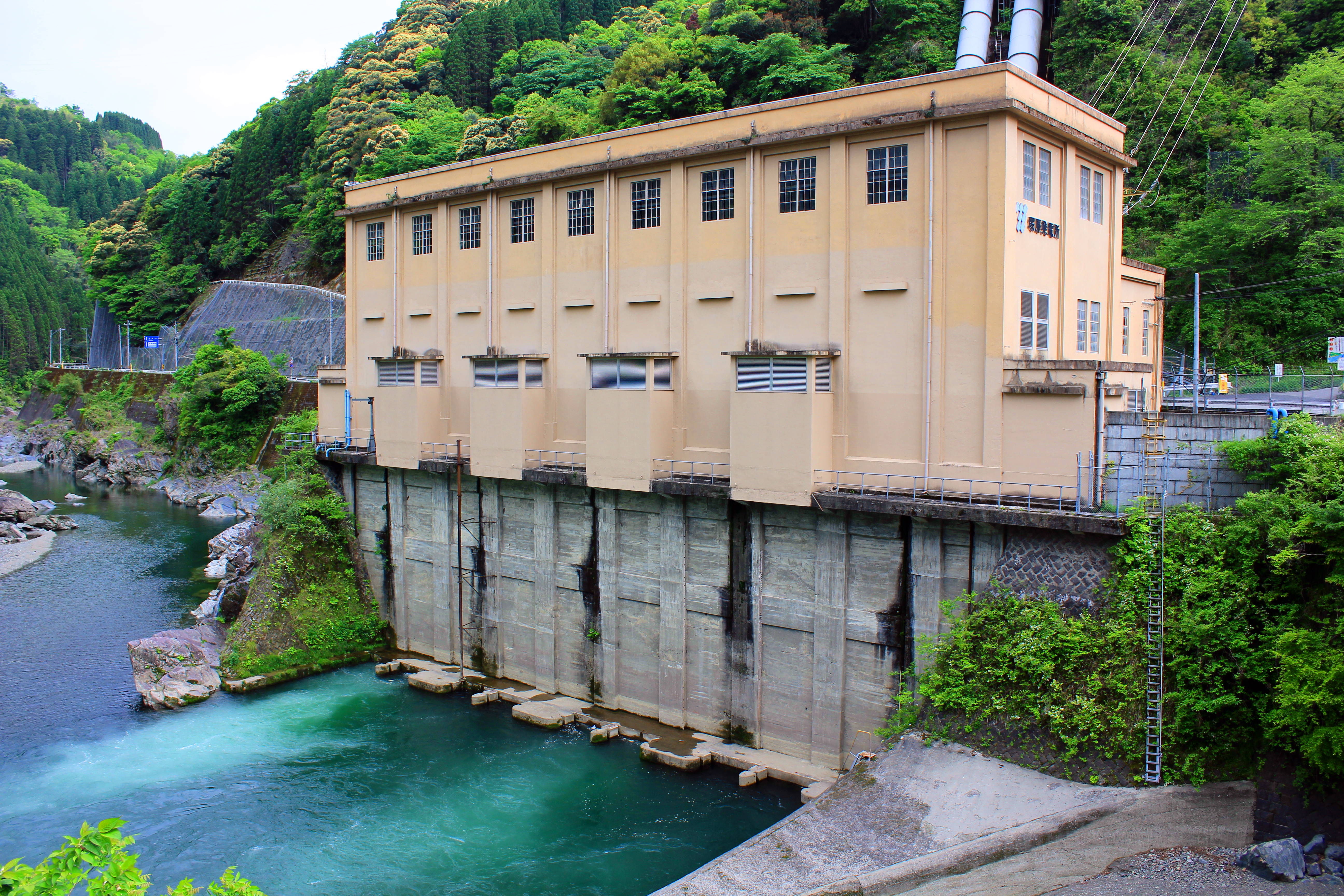
Старий машинний зал станції

В межах проекту річку перекрили бетонною гравітаційною греблею висотою 87 метрів та довжиною 215 метрів, яка потребувала 363 тис. м3 матеріалу. Вона утримує водосховище з площею поверхні 1,22 км2 та об'ємом 34,3 млн м3 (корисний об'єм 19,6 млн м3).
Подачу ресурсу зі сховища організували через прокладений по лівобережжю дериваційний тунель довжиною біля 2,2 км, який після вирівнювального резервуару переходив у два напірні водоводи, котрі живилизапущені в кінці 1930-х років чотири турбіни потужністю по 15,7 МВт. Крім того, біля греблі встановили невелику п'яту турбіну з показником 0,5 МВт, через яку випускали певну кількість води, необхідну для підтримки природної течії річки. Остання турбіна використовувала напір у 60,8 метра, тоді як аналогічний показник головного машинного залу становив 100,1 метра.
У вересні 2005-го викликані тайфуном потужні зливи пошкодили цілий ряд електростанцій каскаду на Мімі. На ГЕС Цукабару вийшли з ладу всі гідроагрегати, при цьому найбільше постраждав малий агрегат № 5 — нижче від греблі стався зсув об'ємом 3,3 млн м3, внаслідок якого рівень води піднявся на шістдесят метрів. Хоча в 2007 році гідроагрегати № 1-4 ввели в експлуатацію, проте, враховуючи їх поважний вік, було вирішено здійснити перебудову станції.
В межах модернізації поряд зі старим розмістили новий машинний зал з двома турбінами типу Френсіс потужністю по 33,3 МВт. Ресурс до них подаватиме водовід довжиною біля 0,1 км з діаметром 4,6 метра, який розгалужуватиметься на два довжиною біля 0,15 км зі спадаючим діаметром від 4,6 до 2,6 метра. При цьому доступний новим гідроагрегатам напір дещо зменшується — до 98,4 метра. Роботи з модернізації почали в 2014-му, а їх завершення заплановане на 2019-й.